# 耶稣诞生

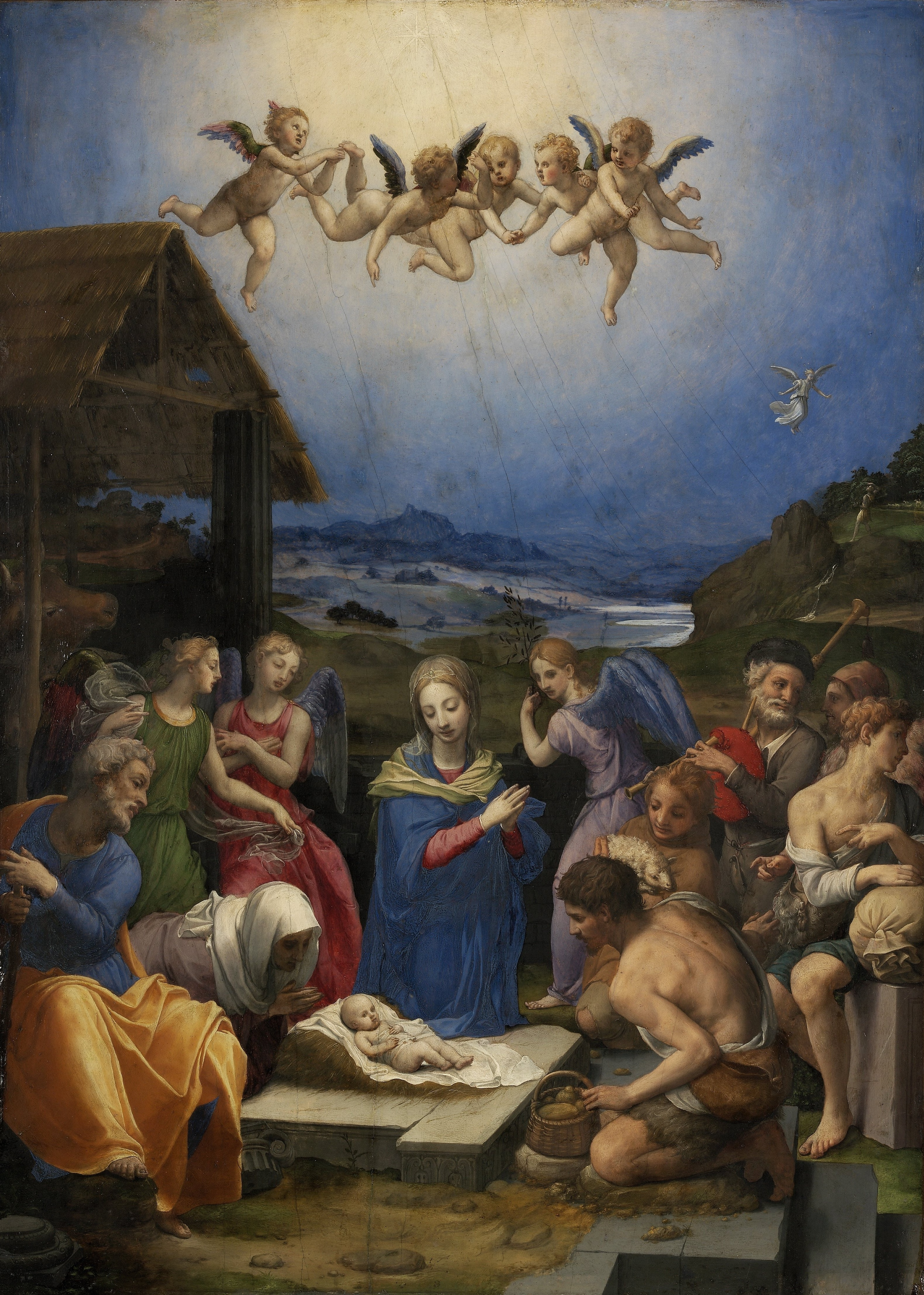
牧羊人的崇拜，布龍齊諾於1539年繪

耶稣降生的事迹记载在《新约圣经》的《马太福音》和《路加福音》中，据信完成最早的《马可福音》没有记载相关情况。
马太福音和路加福音都记载耶稣是马利亚所生的儿子，当时马利亚已经与大卫家族的约瑟订婚，却奇迹般地由圣灵的能力怀孕（圣灵感孕），约瑟并非耶稣真正的父亲（生父）。天使向一群牧羊人宣告耶稣的降生，至少40天之后来自东方的占星术士也由于一个特别的星的引导前来祝贺。 福音书宣称耶稣的降生，實現了以色列先知预言。
在基督教的圣诞节庆典中，中心内容就是回忆、再现耶稣降生的场景，圣诞节的名称意味着基督徒相信拿撒勒的耶稣就是旧约圣经中应许要来的“基督”或弥赛亚。在天主教會和其他一些基督教团体中，圣诞节主要的宗教庆典就是教堂仪式午夜弥撒或圣诞节早晨的礼拜仪式，圣诞节确定在12月25日。在圣诞节前的40天内，东正教會实行斋戒。

## 圣经记载

### 耶稣名字的含义
猶太人非常重視取名字，認為一個人的一生和他的名字有關。「耶稣」这名字在希伯来语的意思是“耶和华是救主”，因為「他要將自己的百姓從罪惡裏救出來」（馬太福音 1:21）。在舊約裡繼摩西之後帶領以色列百姓進入迦南的「約書亞」，還有他原來的名字「何西阿」，都是同樣的意思。但它們是希伯來文，耶穌則是希臘文。 
耶穌的另一個名字是「以馬內利」，意思就是「上帝與我們同在」（馬太福音 1:23）。這是舊約先知以賽亞在亞哈斯王面前提及猶大國要蒙拯救時說的一個預言，被馬太福音的作者引用來應驗耶穌的降生（以賽亞書 7:1-17）。當世界充滿危險罪惡時，上帝不是離去不管，而是差遣祂的獨生子降生，表明祂願意赦免人的罪，帶給人希望和光明。
當先知以賽亞預言耶穌降生時，他還提到這個嬰孩許多其他的名字：「他名稱為奇妙策士、大能的神、永在的父、和平的君」（以賽亞書 9:6），這都是要表明耶穌一生所做奇妙的事工。

### 耶穌降生
有關耶穌降生的記載，四福音中馬可福音略而不提，約翰福音只說耶穌道成肉身，住在我們中間，充充滿滿地有恩典有真理（約 1:14）。只有馬太福音和路加福音有比較詳細的記載。
耶穌基督的降生，早在幾百年前就有先知預言：先知以賽亞說，將有童女懷孕生子，給他起名叫以馬內利（賽 7:14、太 1:23）；先知彌迦說，基督要降生在猶大地的伯利恆（彌 5:2、太 2:6）；先知何西阿傳達上帝的話，說：「我從埃及召出我的兒子來」（何 11:1、太 2:15）；先知耶利米預言到有許多嬰孩被殺，拉結（註 1）不肯受安慰（耶31:15、太 2:18）。這些事都在耶穌降生前後一一應驗。
馬太福音第二章記載大希律王想要殺嬰孩耶穌的事情，应验耶利米書的预言。希律是以土買人，亦即以東人，因出生在由猶太人建立的哈斯蒙尼王朝國土內，希律自小就被養育成猶太人。公元前63年哈斯蒙尼王朝被羅馬共和國征服並成為附屬國，而希律在羅馬人支持下於公元前37年推翻了勾結安息帝國（波斯）的哈斯蒙尼王朝末代國王安提柯二世，他在同年受羅馬元老院封為「猶太人的王」，管理猶地亞、撒馬利亞、加利利等地，希律王朝正式取代哈斯蒙尼王朝，他在位時的政治政體叫猶太希律王國。
希律娶了前哈斯蒙尼王朝馬加比王室後人的米利暗，成為他眾多妻子中的一個，又為了討好猶太人，任命其弟阿利多布作大祭司，但後來卻因嫉妒而把阿利多布淹死。晚年的時候，希律由於猜忌多疑而成為一個瘋狂的殺手，他不但殺了愛妻瑪麗安娜，又殺了她許多親戚，連他和瑪麗安娜所生的兩個兒子也不能倖免。臨死之前，他又下令殺那將要繼承他王位的兒子（註 2）。希律一聽到從東方來的占星术士說，伯利恆城中有一個猶太人的王降生，他和耶路撒冷全城的人就都不安，暗下決心要除去他為快。但是占星术士受到天使的警告，没有回复他，反而從別條路回家（太 2:12），他一氣之下，就把伯利恆城四周圍兩歲以下的嬰孩都殺光。猶太人對王有個期許，特別是他們期待「彌賽亞」（註 3）來到，帶領他們掙脫異族（羅馬人）統治。
馬太福音記載另一種人，就是祭司長和文士，他們雖然懂律法，地位又崇高，連國王有疑惑時都要來請教他們（太 2:3-6），但是耶穌的降生似乎與他們無關。他們十分清楚基督要降生在伯利恆，但是上帝的天使却通知了城外守夜的牧羊人而不是这些饱学之士。
路加福音用另一個角度來描寫耶穌的降生。馬太福音是為猶太人寫的，他寫耶穌的家譜上溯到亞伯拉罕為止（太 1:1-17）。路加福音則為外邦人而寫，寫耶穌基督的家譜上溯到人類共同的始祖亞當（路 3:23-28）。路加福音強調耶穌的降生是為萬民預備的（路2:10、30-32），他描述比較多個人事件，像牧羊人、西面、女先知亞拿等看見嬰孩耶穌歡喜的情形。

### 耶穌的母親馬利亞
耶穌的母親馬利亞被天使稱為有福的女子，當她知道她被選中要以童女之身懷耶穌時，她第一個反應是：「我沒有出嫁，怎麼有這事呢？」（路 1:34）這是所有的人都會有的疑惑。天使對她說：「聖靈要臨到你身上，至高者的能力要蔭庇你，因此所要生的聖者必稱為上帝的兒子。」（路 1:35） 天使並且引用馬利亞的親戚伊利莎白（註 4）年老懷孕為例來說明，上帝要成就的事，沒有不可能的。天使一離開，馬利亞就去拜訪伊利莎白，她想，大概只有伊利莎白能夠瞭解她此時的心情。果然，伊利莎白一看到馬利亞，她所懷的胎就在腹裡跳動。這件事在四福音中只有路加福音有這樣的描述，路加是醫生，能夠注意到胎動這麼細微的事。伊利莎白還證實了馬利亞以及她所要懷之胎的身份，稱馬利亞所要生的為「主」（路 1:43）。
馬利亞在耶穌的一生當中看到許多奇妙、不能理解的事情，她總是把這些事存在心裡，反覆思想（路 2:19、2:51）。她和約瑟所建立的家庭並不是十分富有，這可從他們把嬰孩耶穌獻上時，是用班鳩雛鴿，而不是獻牛羊看得出來（路 2:22-24，對照利 12:8）。在聖殿中，虔誠的老西面談論耶穌的將來，並告訴馬利亞她將心如刀割。馬利亞的謙卑與順服的心，在她見伊利莎白時所唱的詩裡表露無遺：「我心尊主為大，我靈以上帝我的救主為樂。」（路 1:46-47）伊利莎白也曾讚賞她說：「這相信的女子是有福的！」（路 1:45）難怪她會被選做耶穌肉身的母親。除了耶穌之外，馬利亞後來還生了不少兒女，有雅各、約西、西門、猶大等（太 13:55）（這是基督新教的觀點，羅馬天主教和東正教承認聖母瑪利亞是始胎無染原罪的童貞聖母）

## 耶穌降生年代的争议

### 西元纪年法
西元本來是要以耶穌降生那年作為開始的，但是最近學者們的研究發現，耶穌降生並不在公元元年。原來在公元525年以前，西方通用的曆法是羅馬建城紀年（Anno Urbis Conditae），簡稱A.U.C.，就是從羅馬城奠基那年起計算。公元525年時，教宗若望一世由於不喜歡羅馬皇帝曾經逼迫基督徒，不愛用A.U.C.，於是下令丟尼修斯（Dionysius）為西方教會制訂一種標準曆法，以耶穌降生那年起算，用A.D.（Anno Domini，俗稱“公元”或“西元”）來表示，以取代當時羅馬教廷所採用的「戴克里先曆」。丟尼修斯推算出A.D.1年等於A.U.C.754年；一直到公元800年左右，A.D.已經普遍取代A.U.C.。
後來學者考查，丟尼修斯至少算錯四年。猶太史家約瑟夫所寫的書上記載，大希律死於A.U.C.750年的逾越節前，也就是公元前4年4月4日左右。馬太福音第二章記載，大希律從東方博士那裡知道耶穌的降生，殺了伯利恆城周圍兩歲以內的嬰孩，足見耶穌降生一定是在大希律死之前，在公元前6–前4年之間。

### 耶稣诞生在公元前5年
黃子嘉（曾任中華福音神學院院長）認為，耶穌降生最有可能是在公元前5年，其理由如下： 
- 約翰福音 2:13-20記載：耶穌開始出來工作後第一次上耶路撒冷過逾越節，那時大希律建殿已經46年。約瑟夫記載大希律於公元前20–前19年開始建造聖殿，從公元前20年開始算起，第46年是公元27年，足見約翰福音 2:20所記載的是公元27年的逾越節發生的事，約在春天。
- 約翰福音 2:13-20記載：逾越節以前約半年，出來受洗，開始傳道，這時約為公元26年底。猶太人的祭司或公會成員開始有資格出來工作的年齡是三十歲，所以推算公元26年時主耶穌三十歲，如此，耶穌就在公元前5降生。

### 路加福音
路加福音记载马利亚听到天使加百列告知圣灵将使她怀孕的消息，马利亚强调自己是一个处女，但是天使回答说“因为在神，没有一句话是不可能的。”马利亚回答“看哪，我是主的婢女，情愿照你的话成就在我身上。”（《路加福音》第1章第31节至第38节参）
当马利亚快要分娩时，由于罗马皇帝奥古斯都下令进行人口普查，被迫和丈夫约瑟前往位于拿撒勒以南150公里的祖籍伯利恒。

## 历史背景

### 出生日期
新约马太福音和路加福音中都没有提到耶稣的出生日期。

## 地点
新约中仅有马太福音和路加福音记载了耶稣出生在伯利恒（马太福音 2:1，路加福音 2:4）。根据路加福音记载，由于罗马皇帝要求进行户口普查，约瑟和马利亚来到祖先大卫的城伯利恒。路加福音还提到马利亚在一个马槽中生下了耶稣，因为客店里没有为着他们的地方（ἐν τῷ καταλύματι）。希腊语可以翻译成“旅馆”或“客房”。一些学者推测约瑟和马利亚可能寻求在亲戚处而不是旅馆内住宿，但不料房屋已满，只得藏身在一个带有马槽的房间内。希腊文原文传统上译为“旅馆”，但是希腊文原文这个词汇在另外两个场合（路加福音 22:11和马可福音 14:14）用来描述耶稣和他的门徒吃逾越节晚餐的地点。
耶稣是否真正出生于伯利恒也存在争议。约翰福音就记载了耶路撒冷人认为耶稣来自于拿撒勒，与弥迦的预言不符，故对其弥赛亚的身份表示怀疑（约翰福音 7:40–43）。其他福音书，即使是记载了耶稣降生过程的马太福音和路加福音的其余部分，都反复将耶稣写为来自于加利利（約瑟得知希律·阿基勞斯繼承他的父王大希律為新的猶太分封王後決定前往加利利地區定居。這也解釋了耶穌為什麼在伯利恆出生但在拿撒勒長大。）。现代学者也对两福音中降生记载的历史可靠性提出质疑，不仅包括其宣称的户口普查与历史记载的冲突，也包括两书在谱系、时间、出逃埃及等记载的不一致性。

### 东方三博士来访

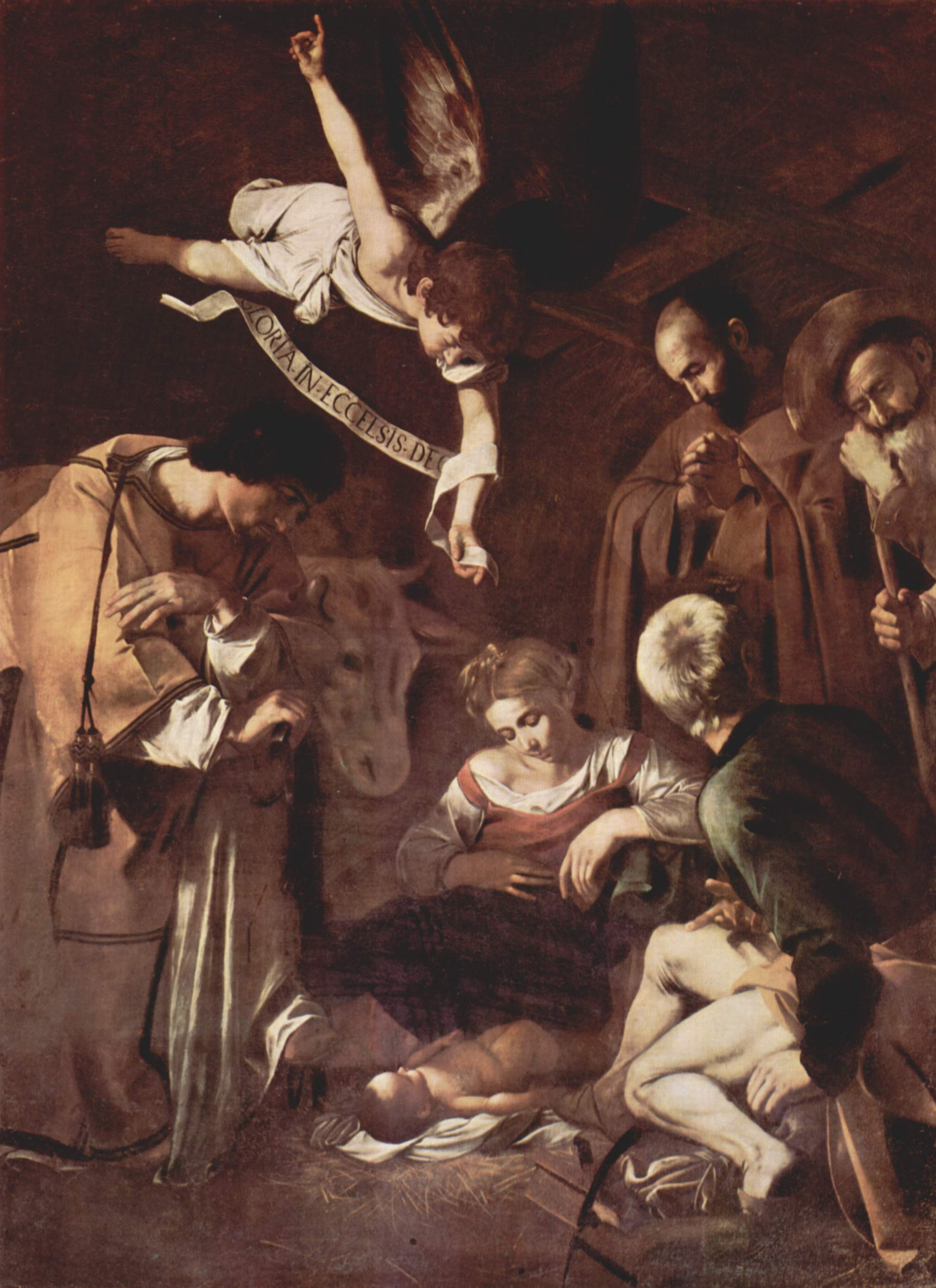
卡拉瓦乔描绘的耶稣诞生

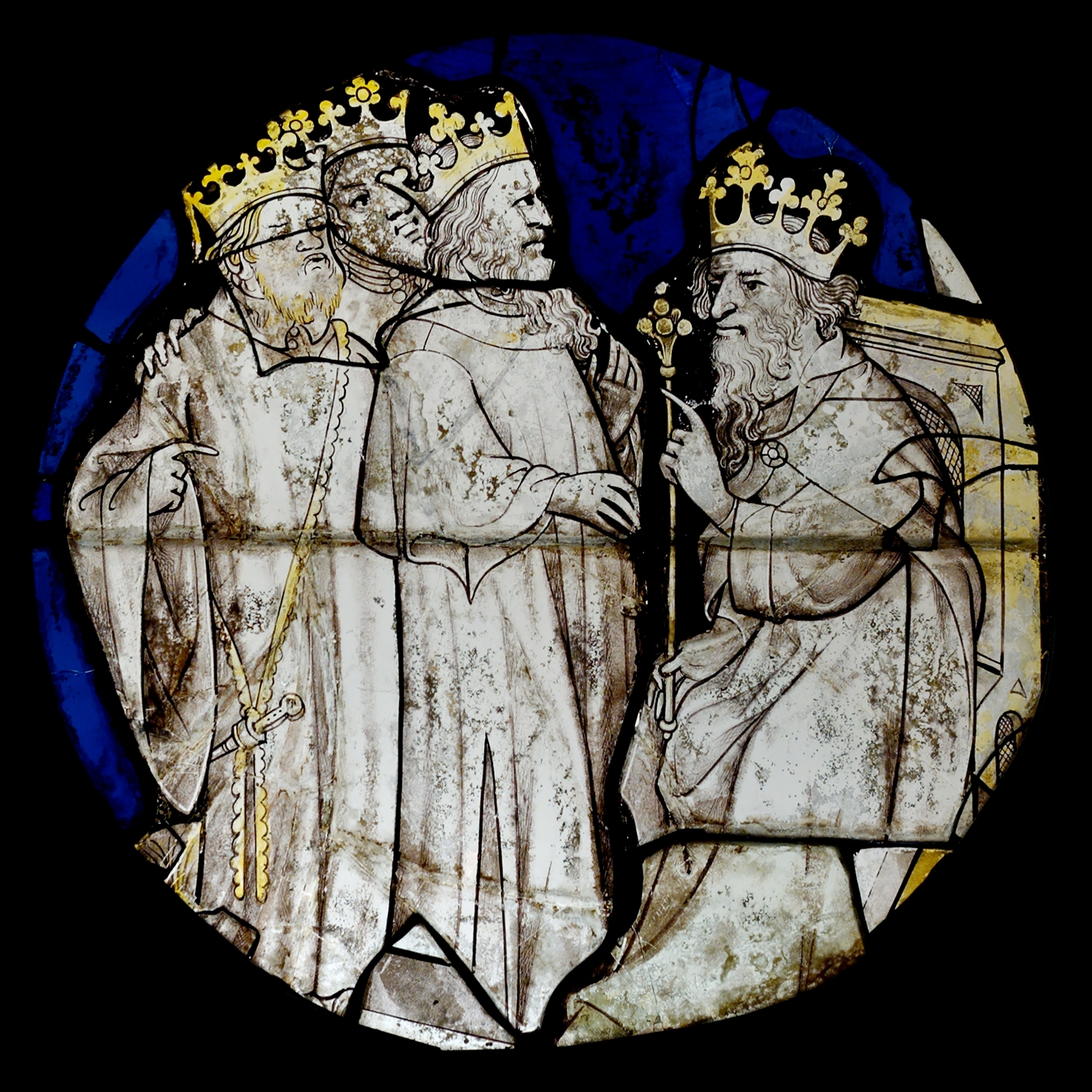
东方三博士

## 以马内利

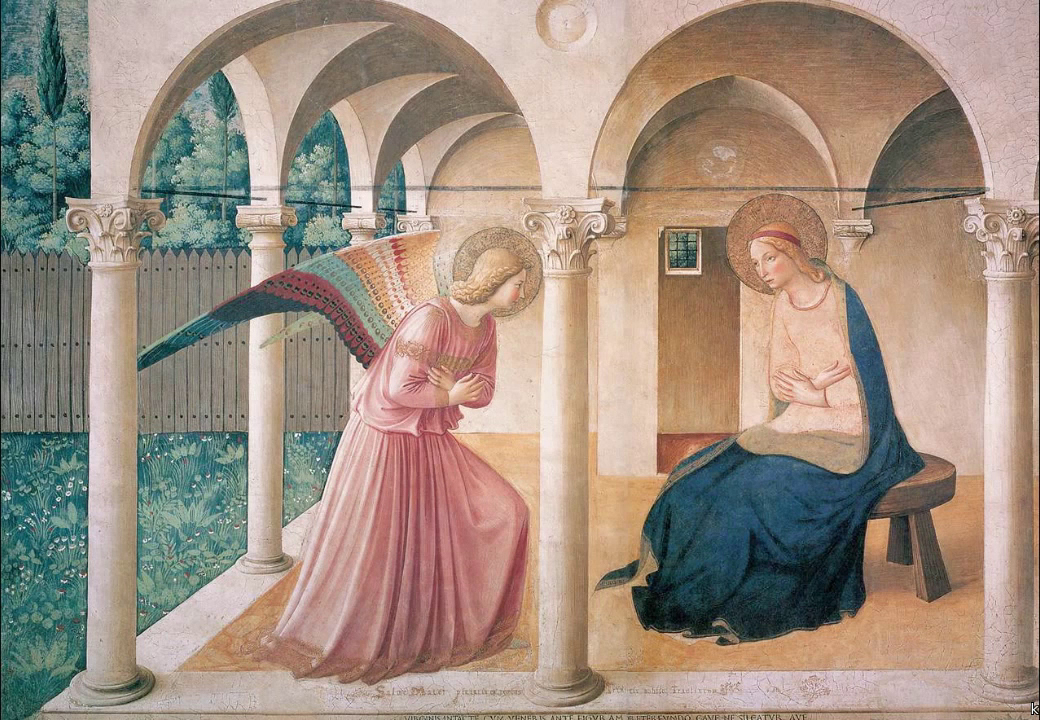
天使向马利亚宣告耶稣降生

## 外部連結
- Icons of the Nativity (mostly Russian) （页面存档备份，存于）
- Jewish Encyclopedia: Jesus: Legends Concerning His Birth （页面存档备份，存于）
- Bernard Orchard, The Betrothal and Marriage of Mary to Joseph, Part 1; （页面存档备份，存于） Part 2 （页面存档备份，存于）
- Review of The Nativity: History and Legend by Geza Vermes （页面存档备份，存于）, reviewed by Peter Ackroyd in The Times - December 23, 2006.
- Live Nativity in Spain （页面存档备份，存于）